# یاسوشی فوکوناگا
یاسوشی فوکوناگا (انگلیسی: Yasushi Fukunaga؛ زادهٔ ۶ مارس ۱۹۷۳) بازیکن فوتبال اهل ژاپن است.
از باشگاه‌هایی که در آن بازی کرده‌است می‌توان به باشگاه فوتبال اوراوا رد دیاموندز اشاره کرد.